# Ганс Дітріх де Нім
Ганс Дітріх «Гансдітер» де Нім (нім. Hans Dietrich "Hansdieter" de Niem; 13 грудня 1893, Торгау — 16 липня 1963, Зост) — німецький офіцер, генерал-майор вермахту.

## Біографія
Спадковий військовик. Онук оберстлейтенанта Прусської армії Ганса де Німа, ветерана Австро-прусської і Французько-прусської війн. Син гауптмана Прусської армії Еміля Оскара фон Німа і його дружини Анни, уродженої Барт. Його старша сестра Аннеліза (1892—1973) вийшла заміж за дипломата Ганса Томсена.
В 1912 році вступив в Прусську армію. Учасник Першої світової війни. Після війни демобілізований і в серпні 1920 року вступив у поліції. 1 травня 1933 року вступив в НСДАП. З 26 серпня 1939 року — офіцер зв'язку від жандармерії при генерал-квартирмейстері Генштабу сухопутних військ. В 1940 році призначений начальником польової поліції сухопутних військ, старшим офіцером польової жандармерії в ОКГ, а також офіцером зв'язку рейхсфюрера СС і начальника німецької поліції при генерал-квартирмейстері ОКГ. З 6 грудня 1943 по 10 березня 1944 року — командир 557-го гренадерського полку 331-ї піхотної дивізії. 1 квітня 1944 року звільнився з поліції і перейшов в ОКГ, проте наступного дня захворів і був відправлений на лікування. Після одужання 6 квітня зарахований в резерв фюрера. З 6 червня 1944 року — вищий офіцер польової жандармерії при генерал-квартирмейстері ОКГ.

## Звання
- Фанен-юнкер (1912)
- Фенріх (1912)
- Лейтенант (22 червня 1913)
- Оберлейтенант (20 вересня 1918)
- Оберлейтенант поліції (серпень 1920)
- Гауптман поліції (28 березня 1923)
- Гауптман земельних єгерів (вересень 1927)
- Майор земельних єгерів (30 жовтня 1929)
- Майор жандармерії (25 січня 1934)
- Оберстлейтенант жандармерії (29 жовтня 1937)
- Оберстлейтенант польової жандармерії (26 серпня 1939)
- Оберст жандармерії і польової жандармерії (30 січня 1942)
- Генерал-майор жандармерії (1 квітня 1944)
- Генерал-майор сухопутних військ (1 квітня 1944)

## Нагороди
- Залізний хрест 2-го і 1-го класу
- Військовий хрест «За заслуги» (Баварія) 3-го класу з короною і мечами
- Нагрудний знак «За поранення» в сріблі
- Сілезький Орел 2-го і 1-го ступеня
- Почесний хрест ветерана війни з мечами
- Пам'ятна військова медаль (Австрія) з мечами
- Пам'ятна військова медаль (Угорщина) з мечами
- Медаль за участь у Європейській війні (1915—1918) з мечами (Третє Болгарське царство)
- Застібка до Залізного хреста 2-го і 1-го класу
- Штурмовий піхотний знак в сріблі
- Медаль «За вислугу років у поліції» 3-го, 2-го і 1-го ступеня (25 років)
- Медаль «За вислугу років у НСДАП» в бронзі (10 років; 1943)
- Хрест Воєнних заслуг 2-го і 1-го класу з мечами
- Орден «Святий Олександр», командорський хрест з мечами на кільці (Третє Болгарське царство)
- Сертифікат Пошани Головнокомандувача Сухопутних військ Вермахту (5 квітня 1944)